# 洛阳县
洛阳县，中国古旧县名。
秦朝置雒阳县，治所在今河南省洛阳市东北。为三川郡治所。西汉改三川郡为河南郡，雒阳仍为郡治。东汉、三国曹魏、西晋皆以此为都。曹魏改洛阳县。北魏孝文帝迁都至此，东魏迁都邺，改洛阳县为宜迁县，旧城遂废。
隋朝大业元年（605年），于河南县营建新洛阳城，唐朝贞观六年（632年）洛阳县迁至洛阳城从善坊。此后一直为河南郡、河南府、金昌府、河南路附郭县之一。1948年县城析置洛阳市。1955年撤县，分别划归洛阳市及孟津、偃师、宜阳三县。